# San Carlo Borromeo in preghiera
San Carlo Borromeo in preghiera (a volte detto in orazione) è un dipinto a olio su tela (198x138 cm) realizzato dal pittore Giovanni Francesco Barbieri, detto Guercino, intorno al 1614 e ubicato nella Basilica di San Biagio a Cento.

## Storia
La pala era stata eseguita per la chiesa di Santa Maria Addolorata dei Servi a Cento. Nel 1971 la pala fu trasferita dalla sede originaria a quella attuale, perché la chiesa di Santa Maria Addolorata dei Servi, fu chiusa per restauri e il dipinto fu rimosso, temendo che potesse subire danni ed è stato sostituito con una copia.
Il primo a menzionare l'opera è stato Francesco Scannelli. Egli cita erroneamente la presenza degli strumenti della Passione, ma gli studiosi ritengono che senz'altro egli si riferisse a quest'opera. Anche Carlo Cesare Malvasia ha citato quest'opera facendo comunque confusione sulla datazione. Infatti la colloca all'anno 1616 e subito dopo La Madonna e il Bambino con i santi Giuseppe, Agostino, Luigi e Francesco, un fanciullo donatore e due angeli (indicata anche Pala di Sant'Agostino), per la quale la datazione al 1616 è corretta, mentre per la pala in oggetto la datazione deve essere anticipata 1613-14.
La datazione al 1616 non è credibile, innanzitutto per motivi stilistici, ma anche per la data incisa sul primo gradino dell'altare, che è ancora leggibile, anche se un po' sbiadita e reca la scritta in cifre romane MDCXIII o MDCIIII. L'errore di datazione fu ripetuto da Girolamo Baruffaldi e da Righetti. Il primo a smentire, seppure implicitamente, la datazione proposta da Malvasia fu Jacopo Alessandro Calvi, il quale colloca il San Carlo in preghiera immediatamente dopo il Trionfo di Ognissanti, pala eseguito per la chiesa dello Spirito Santo di Cento nel 1613. Quest’ultima pala d’altare è andata distrutta in seguita al terremoto dell'Emilia del 2012 ed è oggi nota soltanto attraverso due frammenti individuati da Nicholas Turner. Gaetano Atti riferisce che, dopo la posa del Trionfo di Ognissanti, nella chiesa di Santo Spirito si verificò un incendio che causò gravi danni alla chiesa; il San Carlo in preghiera potrebbe essere stato commissionato dopo l'incendio e quindi la data 1614 è verosimile. La fortuna critica di questa pala, come è avvenuto per altri lavori del Guercino, è iniziata dopo l'accurato restauro che fece Amalia Mezzetti per la mostra tenuta a Cento nel 1967 per il terzo centenario della morte del pittore.

## Descrizione
Il dipinto raffigura san Carlo Borromeo inginocchiato in preghiera davanti a un altare. Il santo indossa la veste cardinalizia rossa e un rocchetto bianco; tiene le mani giunte e lo sguardo rivolto verso un crocifisso collocato sull’altare, sul quale è appoggiato anche un libro aperto. Alle sue spalle si trovano due angeli: il primo, più vicino, è raccolto in contemplazione con le mani incrociate sul petto; il secondo, vestito con una tunica dorata, indica la scena con la mano destra. In alto, tra le nubi, un putto sorregge un turibolo da cui si alza il fumo dell’incenso. L’intera scena è ambientata in un interno, con l’illuminazione concentrata sulle figure principali.

## Stile
Secondo Denis Mahon, il dipinto mostra chiaramente l'influenza di Ludovico Carracci, come già osservato da Francesco Scannelli nel 1667. Amalia Mezzetti ha inoltre segnalato la presenza di elementi tipici della fase tarda di Carracci, con una certa eleganza sinuosa delle figure, anche se questi tratti rimangono isolati nella produzione del giovane Guercino. Mahon osserva che il riferimento a Carracci non è qui filtrato in chiave bolognese, ma assume piuttosto un tono ferrarese, evocando suggestioni che rimandano allo Scarsellino e, forse, a Carlo Bononi. Scannelli, nel lodare il carattere caraccesco della composizione, poneva l'accento sui due angeli alla sinistra di san Carlo, giudicandoli così affini alle opere di Ludovico Carracci da sembrare realizzati dalla sua stessa mano. La critica più recente ha evidenziato, in queste figure, una qualità formale sciolta e decorativa, riconducibile alla fase tarda del maestro bolognese.
Le vesti svolazzanti e i riflessi tenui, che si diffondono nella penombra, contribuiscono alla resa emotiva della scena, insieme al rocchetto di san Carlo, agitato e quasi vibrante per effetto della preghiera. Secondo Giovanni Calogero, questi effetti di ricchezza cromatica rappresentano una novità per la prima attività di Guercino e non si esauriscono nei modelli emiliani. Egli ipotizza che possano riflettere i primi stimoli di un contatto, diretto o indiretto, con l’ambiente veneziano, ancor prima del documentato viaggio del pittore nella laguna nel 1619. A sostegno di questa ipotesi viene ricordato il giudizio di Nicholas Turner, secondo cui quest’opera rappresenta una delle prime vere esplorazioni del colore nella carriera dell'artista. Salvatore Salerno, in uno studio del 1988, ha sottolineato che in quest'opera mancano ancora quelle pennellate dense e corpose che diverranno caratteristiche della maturità di Guercino. Tuttavia, secondo David Stone, il dipinto testimonia comunque una fase di sperimentazione fondamentale, in cui il giovane artista comincia a sondare le potenzialità espressive della materia pittorica.